# Metacheiromys
Il metacheiromio (gen. Metacheiromys) è un mammifero estinto, appartenente ai paleanodonti. Visse nell'Eocene medio (circa 50 - 46 milioni di anni fa) e i suoi resti fossili sono stati ritrovati in Nordamerica.

## Descrizione
Il corpo di questo animale era allungato e cilindrico, e assomigliava vagamente a quello di una mangusta con zampe corte e tozze. Erano presenti forti artigli ricurvi e la coda era molto lunga. Il cranio era lungo e basso, e assomigliava vagamente a quello di un armadillo o di un pangolino. Metacheiromys poteva raggiungere la lunghezza di circa 45 centimetri, esclusa la coda. 

### Cranio
Le orbite erano posizionate a circa metà del cranio e, a giudicare dalle dimensioni del foro ottico, gli occhi dovevano essere piuttosto piccoli. Erano presenti grandi e forti canini ma, a parte questi denti, il resto della dentatura era costituita da piccoli elementi deboli dietro i canini, dopo un lungo diastema. Gli incisivi erano ridotti a un singolo elemento di piccole dimensioni ed è probabile fosse presente una placca cornea o labbra prensili, e forse una lunga lingua. La mandibola era sottile, con una sinfisi allungata e con alcune creste e depressioni nella superficie interna, che fanno supporre l'esistenza di una sorta di placca cornea forse opposta a una struttura identica presente nella mascella. Il ramo montante della mandibola era largo e alto, ed era dotato di un processo coronoide molto sviluppato, ricurvo all'indietro e separato dal condilo grazie a una fossa sigmoide.

### Scheletro postcranico
Le vertebre cervicali erano corte e larghe, mentre quelle dorsali erano dotate di zigapofisi con faccette articolari semplici e piane e di apofisi trasversali di grandi dimensioni. La coda era costituita da un gran numero di vertebre di grandi dimensioni e allungate. Le zampe erano molto robuste, in particolare quelle anteriori, e ricordano quelle degli attuali armadilli. L'omero possedeva una testa ovale e allungata, una cresta supinatrice prominente e una grande troclea poco profonda, ma la cresta deltoide era specializzata diversalemte da quella degli armadilli, essendo proietta in avanti. L'ulna era robusta e dotata di un grande olecrano, e la faccetta articolare distale era appiattita come quella degli attuali pangolini. Il carpo era piuttosto primitivo rispetto a quello dei pangolini, con scafoide e semilunare ancora separati. Le zampe erano dotate di artigli forti ma compressi lateralmente, simili a quelli dei bradipi. Il femore era dotato di un terzo trocantere poco sviluppato, mentre la tibia (ricurva anteriormente e dotata di una cresta cnemiale alta e lunga) non era unita al perone, a differenza della struttura presente negli armadilli attuali. L'astragalo era dotato di una troclea grande, con creste simmetriche e priva di foro astragalare (carattere tipico degli insettivori arcaici).

## Classificazione
Il genere Metacheiromys venne descritto per la prima volta da J. L. Wortman nel 1903, sulla base di resti fossili ritrovati in terreni dell'Eocene medio in Wyoming. Al genere Metacheiromys sono state attribuite varie specie, di cui due sono considerate valide: la specie tipo, Metacheiromys marshi (sinonimo M. tatusia) e M. dasypus (sinonimo M. osborni), leggermente più grande (poteva raggiungere i 7 chilogrammi).
Metacheiromys è il rappresentante meglio conosciuto dei paleanodonti, un gruppo di mammiferi tipici del Paleocene e dell'Eocene, considerati vicini all'origine dei pangolini (Pholidota). Inizialmente Wortman aveva avvicinato questo animale ai primati, in particolare all'attuale aye aye (Daubentonia madagascariensis), ed è per questo motivo che lo studioso denominò i resti Metacheiromys: il nome generico infatti significa "vicino a Cheiromys", un sinonimo di Daubentonia. Successivamente Metacheiromys è stato avvicinato, come tutti i paleanodonti, agli xenartri (o sdentati); tuttavia, la mancanza di articolazioni xenartrali nelle vertebre di Metacheiromys e delle forme simili ha in seguito portato i paleontologi a dubitare di questa classificazione. Attualmente Metacheiromys e i suoi parenti sono considerati rappresentanti del gruppo di mammiferi noto come Ferae (fiere), comprendenti anche i carnivori, i folidoti e gli estinti ienodonti, ossienidi e cimolesti. Metacheiromys è il genere eponimo della famiglia Metacheiromyidae, comprendente anche Palaeanodon, leggermente più antico e meno specializzato.

## Paleoecologia
Probabilmente Metacheiromys grazie ai suoi potenti arti anteriori dotati di artigli, era un animale scavatore: il muso piuttosto allungato era forse adatto a nutrirsi di insetti.